# Jean-Marie Happart
Jean-Marie Happart (Herstal, 14 maart 1947) is een voormalig Belgisch politicus voor de Parti Socialiste. Hij is de tweelingbroer van José Happart.

## Levensloop
Als gediplomeerde in de technische landbouw en de fruitboomteelt werd hij landbouwer en vanaf 1965 militant van landbouworganisaties als de Jeunes Alliances Agricoles en de UPA. Algauw nam hij verantwoordelijkheden op: in 1967 werd hij provinciaal voorzitter van de JAP, de jongerenwerking van de UPA, en van 1968 tot 1970 was hij Waals ondervoorzitter. Ook begon hij zich samen met zijn tweelingbroer José in te zetten voor de strijd tegen een strikt landbouwbeleid en voor de verdediging van de Franse taal in Voeren. Op die manier verzeilde hij in actiegroepen als Action Fouronnaise en de Groupe Hérisson.
In 1978 werd hij benaderd door Paul-Henry Gendebien, de voorzitter van de Waalsgezinde partij Rassemblement Wallon, om lid te worden van de partij. Happart hapte toe en stond bij de verkiezingen van december 1979 op de Kamerlijst van de partij in het arrondissement Verviers. In 1981 trad hij toe tot de Rassemblement populaire wallon, dat in kartel ging met en uiteindelijk opging in de PS. Voor de verkiezingen van november 1981 kreeg Jean-Marie Happart de tweede plaats op de PS-lijst in het arrondissement Verviers toegewezen, maar hij raakte niet verkozen. Vervolgens was hij van 1981 tot 1985 attaché op het kabinet van Jean-Maurice Dehousse, de eerste minister-president van het Waalse Gewest. In die periode werd Happart tevens actief in Franstalige cultuurverenigingen en begon zich ook te engageren in de politieke beweging Retour à Liège, die ervoor ijverde om Voeren terug bij de provincie Luik te voegen. In 1986 was hij een van de oprichters van de Waalsgezinde beweging Wallonie Région d'Europe.
In 1985 werd Happart verkozen tot volksvertegenwoordiger en bekleedde het mandaat tot in 1991. Door de toen bestaande dubbelmandaten zetelde hij gedurende die zes jaar eveneens in de Waalse Gewestraad en de Raad van de Franse Gemeenschap. Als parlementslid hield hij zich voornamelijk bezig met landbouw, waarvan hij de regionalisatie wenste, en van 1988 tot 1991 was hij in de Waalse Gewestraad voorzitter van de commissie Leefmilieu, Landbouw en Energie. In mei 1988 kantte Happart zich hevig tegen de regeringsdeelname van de PS in de regering-Martens VIII, uit onvrede met de voorgestelde regeling rond de Voerkwestie. Om die reden onthield hij zich bij de vertrouwensstemming van deze regering in de Kamer, al stemde hij wel samen met de andere dissidenten binnen de PS voor de institutionele akkoorden die de partijen in deze regering hadden gesloten.
In 1991 werd Happart niet herkozen als volksvertegenwoordiger, waarna hij werd opgevist als gecoöpteerd senator. In de Senaat stemde hij in 1993 voor de nieuwe institutionele bepalingen zoals voorzien in het Sint-Michielsakkoord, waarin hij enkele zaken ontwaarde die de levensvatbaarheid van het Franstalige onderwijs in Voeren garandeerden. In augustus van dat jaar besliste de gemeenteraad van Voeren om een Franstalige vrij gesubsidieerde niet-confessionele school op te richten, waarvan de belangrijkste organisator de vzw Centre sportif et culturel des Fourons was, die werd voorgezeten door Happart.
Na de verkiezingen van 1995 zetelde Happart tot in 2007 als rechtstreeks gekozen senator in de Senaat. Hij stond telkens als opvolger op de lijsten, maar kon steeds weer snel een mandaat opnemen, door het afhaken van verkozenen die minister werden of niet besloten te zetelen. In de Senaat liet hij niet na om te pleiten voor een dubbel gewestelijk statuut voor de Voerstreek en als senator maakte hij gebruik van zijn recht om deel te nemen aan de plenaire vergadering van het Waals Parlement. Daarnaast verzette hij zich tegen de Omzendbrief-Peeters en was zeer actief in dossiers rond het circuit van Francorchamps en tabaksbestrijding. Van 1999 tot 2003 was Jean-Marie Happart ondervoorzitter van de Senaat en daarna was hij van 2003 tot 2004 quaestor. Ten slotte was hij van 2004 tot 2007 ondervoorzitter van de commissie voor de taalinspectie, belast met de controle op de toepassing van de taalwetten voor het leger. Daarenboven zetelde Happart verschillende keren in de Raadgevende Interparlementaire Beneluxraad, waar hij van 2000 tot 2002 ondervoorzitter en van 2003 tot 2004 voorzitter was.
Happart was ook actief als medebeheerder van het Circuit van Spa-Francorchamps. Van 2004 tot 2011 was hij voorzitter van de intercommunale die het circuit uitbaat, van 2003 tot 2006 was hij ondervoorzitter van de maatschappij ter promotie van het circuit en vanaf 2011 zetelde hij in de raad van bestuur. Begin 2006 kwam hij in het nieuws toen hij spontaan bekende als medebeheerder van het Circuit Spa-Francorchamps, het voor het Waals Gewest financieel erg nadelige contract voor de organisatie van de Grand Prix Formule 1 van België ondertekend te hebben zonder er een letter van gelezen te hebben aangezien hij het Engels niet machtig was en zoals hij zelf zei "slechts de pen vasthield". Aan het contract waren stevige renovatiewerken verbonden ter waarde van 19 miljoen euro. In het kader hiervan organiseerde de Waalse overheid drie openbare aanbestedingen, maar enkele afgewezen bedrijven dienden klacht in omdat de procedure rond openbare aanbestedingen alsook de milieuregels niet zouden zijn gerespecteerd. Happart en enkele andere bestuurders van het circuit werden vervolgd voor valsheid in geschrifte en het niet-naleven van procedures inzake openbare aanbestedingen en inbreuken op de milieuwetgeving, maar werden in 2019 bij gebrek aan bewijs vrijgesproken.
Zijn zoon Grégory Happart is gemeenteraadslid voor Retour aux Libertés in Voeren.